# Gonnosfanadiga
Gonnosfanadiga – miejscowość i gmina we Włoszech, w regionie Sardynia, w prowincji Sud Sardegna. Graniczy z Arbus, Domusnovas, Fluminimaggiore, Guspini, Pabillonis, San Gavino Monreale i Villacidro.
Według danych na rok 2004 gminę zamieszkiwało 6698 osób, 53,6 os./km².